# Semn plus-minus
Semnul plus-minus (±) este un semn matematic cu mai multe sensuri.
- În matematică indică în general o alegere între exact două valori posibile, dintre care una se obține prin adunare și cealaltă prin scădere.[2][3]
- În științele experimentale, semnul indică în mod obișnuit intervalul de încredere sau eroarea unei măsurători, adesea deviația standard sau eroarea standard.[4] Semnul poate reprezenta, de asemenea, un interval inclusiv de valori pe care le poate avea citirea unui instrument de măsură.
- În medicină el înseamnă „cu sau fără”.[5][6]
- În inginerie semnul indică toleranța tehnică, care este intervalul de valori considerate acceptabile, sigure, sau care corespund standardelor sau contractelor.
- În botanică are înțelesul de „mai mult sau mai puțin”.
- În chimie semnul indică un amestec racemic.
- În șah semnul indică un avantaj clar pentru jucătorul cu albele. Semnul complementar, (∓) indică un avantaj similar pentru jucătorul cu negrele.[7]

## Utilizare

### În matematică
În formulele matematice simbolul ± poate fi utilizat pentru a indica un simbol care poate fi înlocuit fie cu semnul plus, ( + ), fie cu minus ( − ), permițând formulei să reprezinte două valori sau două ecuații.
De exemplu, fiind dată ecuația {\displaystyle x^{2}=9}, soluția poate fi prezentată drept {\displaystyle x=\pm 3}. Aceasta indică că ecuația are două soluții, fiecare fiind obținută înlocuind ecuația cu ecuațiile {\displaystyle x=+3,} respectiv {\displaystyle x=-3.} O utilizare obișnuită a acestei notații se găsește în formula re rezolvare a ecuației de gradul al doilea:
{\displaystyle x={\frac {-b\pm {\sqrt {b^{2}-4ac}}}{2a}},}
care dă cele două soluții ale ecuației {\displaystyle ax^{2}+bx+c=0.}
Dacă semnul apare de mai multe ori într-o expresie, întotdeauna se iau fie semnele de sus, fie cele de jos, dar nu în orice combinație. Regula se aplică și în cazurile în care împreună cu semnul plus-minus apare semnul minus-plus (∓), de exemplu relația trigonometrică
{\displaystyle \cos(A\pm B)=\cos(A)\cos(B)\mp \sin(A)\sin(B)}
reprezintă relațiile:
{\displaystyle {\begin{aligned}\cos(A+B)&=\cos(A)\cos(B)-\sin(A)\sin(B)\\\cos(A-B)&=\cos(A)\cos(B)+\sin(A)\sin(B)\end{aligned}}}
Alt exemplu de folosire a semnelor plus-minus și minus-plus este:
{\displaystyle x^{3}\pm 1=(x\pm 1)\left(x^{2}\mp x+1\right).}
Deși semnul se întâlnește în expresii ca dezvoltările în serie Taylor, cum ar fi:
{\displaystyle \sin \left(x\right)=x-{\frac {x^{3}}{3!}}+{\frac {x^{5}}{5!}}-{\frac {x^{7}}{7!}}+\cdots \pm {\frac {1}{(2n+1)!}}x^{2n+1}+\cdots ~}
unde semnul plus-minus indică că termenul care urmează va fi adunat sau scăzut, regula fiind dedusă din primii termeni, actual se preferă o formalizare mai riguroasă, în care semnul plus-minus este înlocuit cu factorul (−1)n, care dă +1 pentru n par și −1 pentru n impar.

### În statistică
Folosirea simbolului ± pentru aproximații se întâlnește de obicei la valorile afectate de toleranțe tehnice sau de marjele de erori. De exemplu 5,7 ± 0,2 indică o valoare care poate fi una oricare din intervalul 5,5–5.9 inclusiv.
Și procentele pot fi folosite pentru a indica marjele de eroare. De exemplu 230 ±10 % V indică o tensiune electrică care poate varia cu 10 % în jurul valorii de 230 V (de la 207 V până la 253 V inclusiv). Pentru limitele superioară și inferioară ale unei marje se pot folosi și valori separate, de exemplu dacă o valoare este cel mai probabil de 5,7, dar poate varia între 5,9 și 5,6, se poate scrie 5,7+0,2
–0,1.

## Codare
- În Unicode: U+00B1 (PLUS-MINUS SIGN)
- În ISO 8859-1, -7, -8, -9, -13, -15 și -16, semnul plus-minus are codul 0xB1hex, valoare preluată și în Unicode.
- În HTML codurile sunt &pm;, &plusmn; și &#177;.
- Rarul semn minus-plus este în Unicode U+2213 (MINUS-OR-PLUS SIGN), astfel că în HTML se poate obține prin &#x2213; sau &#8723;.
- În TeX simbolurile plus-or-minus și minus-or-plus se scriu \pm, respectiv \mp.
- Deși simbolurile plus-minus aparent se pot obține prin sublinierea, respectiv suprabararea semnului plus ( +  sau + ), acest procedeu nu se recomandă deoarece poate fi interpretat greșit de unele aplicații.

### Dactilografiere
- În Microsoft Windows: Alt+0177 pe tastatură numerică.
- În Microsoft Word: Ctrl+Alt+Shift++ (semnul + de pe tastatura nenumerică).
- În Macintosh: Option+Shift+= (semnul = de pe tastatura nenumerică).
- În Unix: Compose,+,-.